# Waldhotel Arosa

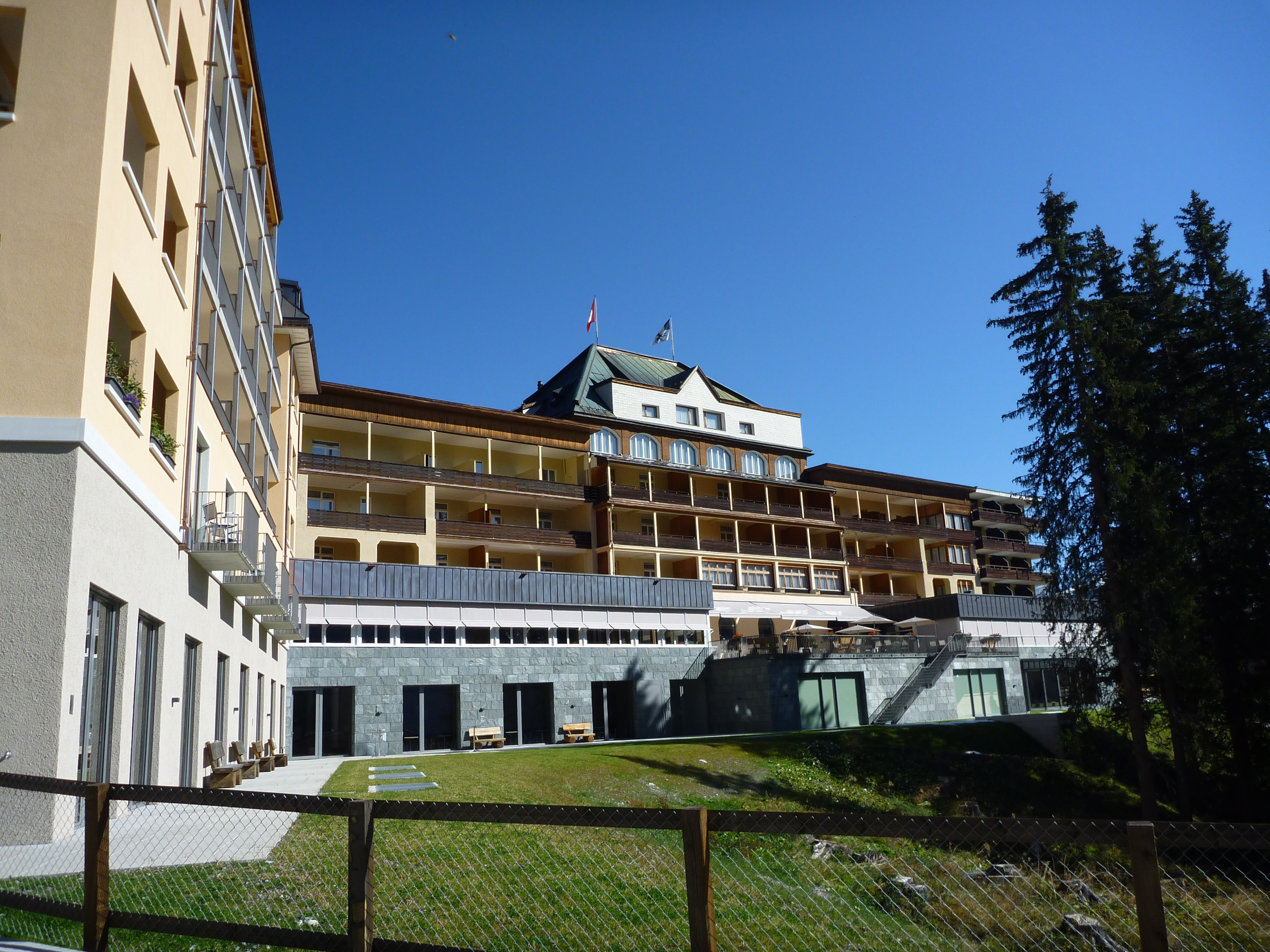
Waldhotel Arosa

Das Waldhotel Arosa ist ein traditionsreiches Hotel der gehobenen Viersterneklasse und ehemaliges Sanatorium im Schweizer Sport- und Ferienort Luftkurort Arosa.

## Geschichte
Das Waldhotel Arosa wurde am 10. Oktober 1910 als Waldsanatorium Arosa, Heilanstalt für Lungenkranke, eröffnet. Dies, nachdem der Churer Architekt Gottfried Braun bereits um 1902 «zwecks Erstellung eines Hotelleriegebäudes» von der Bürgergemeinde Chur 3'652 Quadratmeter Alpboden im Scheitenbodawald oberhalb des Obersees erworben hatte. Gemäss den Kaufbedingungen hatte Braun das Grundstück auf eigene Kosten mit einer Zufahrtsstrasse von mindestens drei Metern Breite zu erschliessen. Die Realisation dieses Zubringers nahm einige Zeit in Anspruch, da die Prätschlistrasse zu jener Zeit erst bis zum heutigen Hotel Belvédère-Tanneck führte und die Hohe Promenade gleichfalls noch nicht existierte.
Erst nach diesen infrastrukturellen Vorarbeiten und dem Zukauf von weiterem Boden konnte der Neubau schliesslich realisiert werden. Leitender Arzt war der deutsche Sanitätsrat Dr. W. Römisch, der zusammen mit dem österreichischen Ingenieur Raoul Richter aus Ostrau den Neubau für die AG Waldsanatorium erstellte und daneben auch die weitere Entwicklung des Kurorts Arosa entscheidend mitprägte. Richter selbst stand der Klinik bis zu seinem Tod 1918 als Direktor vor. Das Waldsanatorium Arosa bot umfassende Winter- und Sommerkuren an und war zu jener Zeit mit 100 Betten nach dem Sanatorium Arosa (später Sanatorium Berghilf, heute Tschuggen Grand Hotel) das zweitgrösste Kurhaus Arosas.
1932 wurde das Waldsanatorium erstmals zu einem eigentlichen Hotel, mit Namen Neues Waldhotel, umfunktioniert. 1947 erfolgte erneut eine Umnutzung zum Eidgenössischen Militärsanatorium; die Schweizerische Eidgenossenschaft hatte die Liegenschaft für 1,8 Millionen Schweizer Franken erworben und investierte deren weitere 690'000 Franken in den Umbau, um die damals rund 650 von der nationalen Militärversicherung getragenen Tuberkulosepatienten umfassender versorgen zu können. 1959 sollte das Sanatorium versuchsweise mit Kursen der Sportschule Magglingen belegt werden, was in Arosa jedoch auf Ablehnung stiess, da man einen Rückgang der Logiernächtezahlen befürchtete. Das Jahr 1961 sah schliesslich die definitive Umnutzung zum Waldhotel National unter der Leitung von Willy Huber. 1962 wurde das Waldhotel erstmals als Profitcenter geführt. 1967 erfolgte der Einbau eines modernen Schwimmbads. 1982 wurde das Unternehmen in eine Aktiengesellschaft umgewandelt. Seit 1992 ist es mehrheitlich im Besitz des einheimischen Hoteliers Andy Abplanalp. In den Jahren 2010 und 2015/16 wurden diverse, qualitätssteigernde Umbaumassnahmen an die Hand genommen.

## Das Waldhotel und Thomas Mann

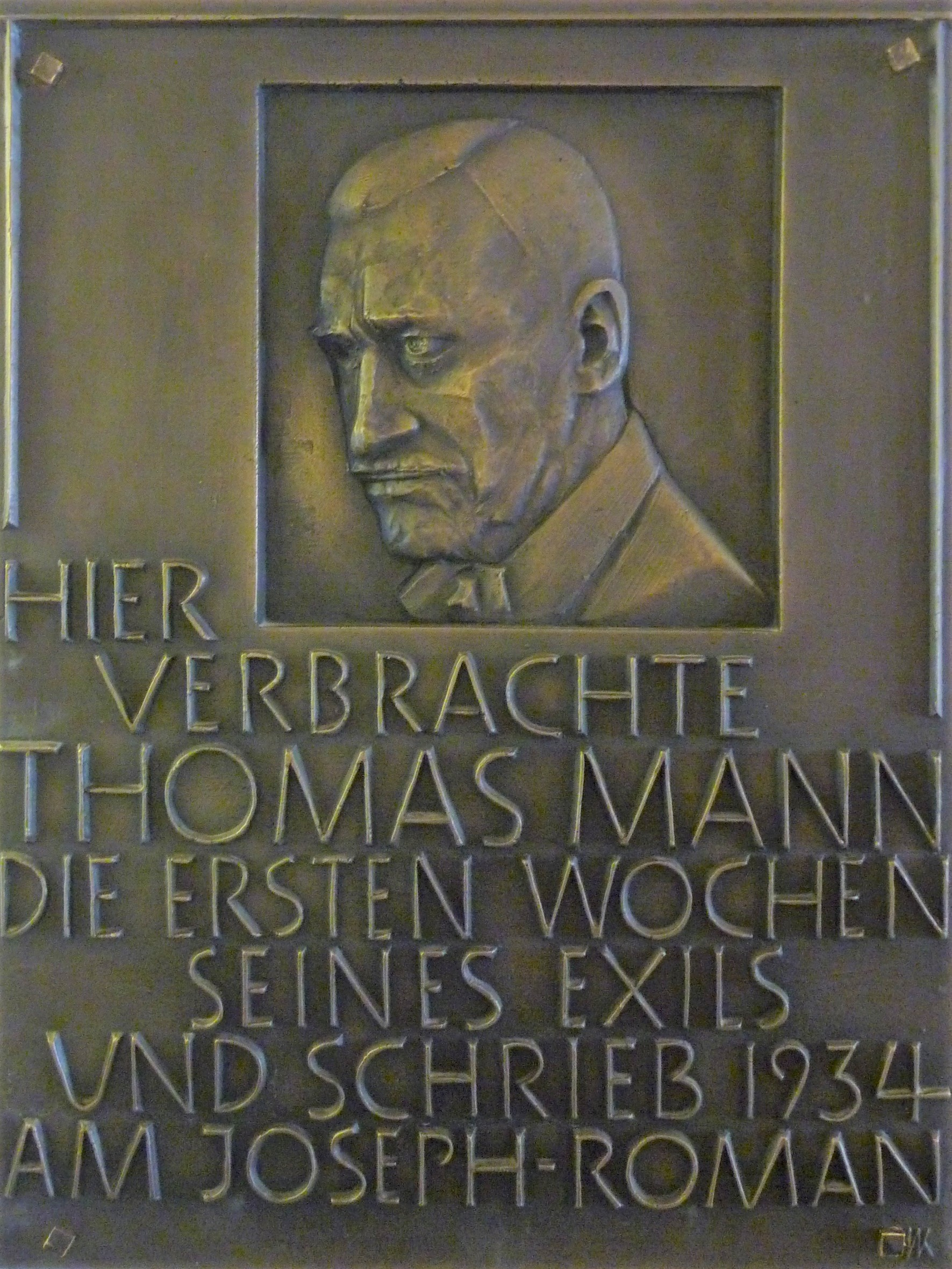
Bronzetafel beim Hoteleingang

Zu den ersten prominenten Gästen des Waldsanatoriums Arosa gehörten im April 1911 der Schriftsteller Christian Morgenstern und seine Frau. Katia Mann, die Gemahlin Thomas Manns, wurde 1912 hier nach einem mehrmonatigen Kuraufenthalt im Waldsanatorium Davos wegen eines Lungenleidens nachbehandelt. Ihre Briefe aus Davos und aus Arosa, wo sie Thomas Mann im Frühling 1912 besuchte, inspirierten ihn zu seinem Roman Der Zauberberg, mit dessen Niederschrift er 1913 begann und den er 1924 vollendete. Das darin beschriebene, fiktive Sanatorium siedelte Mann in Davos an, wobei er sich bei der Beschreibung des Speisesaals auf ein Foto des Waldsanatoriums Arosa stützte.
Insgesamt war Mann mindestens achtmal zu längeren Ferien in Arosa zu Gast, meist in Begleitung seiner Frau und einiger seiner Kinder, wobei er mit Ausnahme des letzten Besuchs im Januar 1955, als er im Hotel Excelsior logierte, stets im Waldsanatorium/Waldhotel abstieg. Der Aufenthalt vom Februar/März 1933, kurz nach der Machtergreifung Hitlers in Deutschland, führte bei Mann zum Entscheid des Gangs ins Exil. Ein Jahr später schrieb er hier am dritten Teil seines Joseph-Romans. Heute erinnert eine Bronzetafel am Hoteleingang an den berühmten Gast.

## Heutige Situation
Per Dezember 2018 löst Jens P. Fischer Christian Zinn als Direktor ab. Jens P. Fischer war bereits seit Juni 2018 als F&B Manager und Vizedirektor im Waldhotel Arosa tätig.
In einem repräsentativen Hotelrating wurde das Haus 2012 zum wiederholten Mal zu den 30 besten Schweizer Ferienhotels gezählt. Es zeichnet sich neben dem Thomas Mann Restaurant & Zauberberg insbesondere durch das mit 16 GaultMillau Punkten und einem roten Vermerk im Guide Michelin ausgezeichnete Kachelofa-Stübli aus. Zudem ist das Waldhotel Arosa eines der offiziellen Partnerhotels der Automobilrennveranstaltung Arosa ClassicCar sowie des Arosa Humor-Festivals.